# Перекопская крепость
Переко́пская крепость (Тафрос, Ферх Кермен (Ферх-Кермен, нынешний Перекоп) или Ор-Капи, Ор-Капу крымскотат. Or Qapu (Or), укр. Перекопська фортеця) — крепость, город и село в Крыму. 
Крепость была построена на перекопанном месте — на Перекопском валу. Слово «Ор» на крымскотатарском языке означает «ров». Перекоп — важная крымскотатарская крепость, которая закрывала единственный сухопутный проход в Крым через Перекопский перешеек. Современное село Перекоп расположено не на месте Перекопской крепости и прилегающего к нему города Перекоп, а в двух километрах севернее них. Остатки же города и земляных валов крепости, множество раз перестроенных, со времени их разрушения во время штурма Красной Армией в Гражданскую войну, в начале и середине Великой Отечественной войны, находятся в запустении, и на их территории расположены захоронения воинов, погибших при их обороне и взятии. Вместе с крепостями Арабат и Ени-Кале Перекопская крепость создавала оборонительную линию, защищавшую Крымское ханство от нападений с севера и востока. Ор-Капу применялось для названия центральной крепости или же Перекопа, а Ферх-Кермен (с татарского Город Радости), та часть Перекопского вала, которая непосредственно прилегала к Каркинитскому заливу, на три километра западнее, и являлась морским входом на перешеек. От этой части осталось массивное каменное основание башни, контролировавшей подступы с моря.

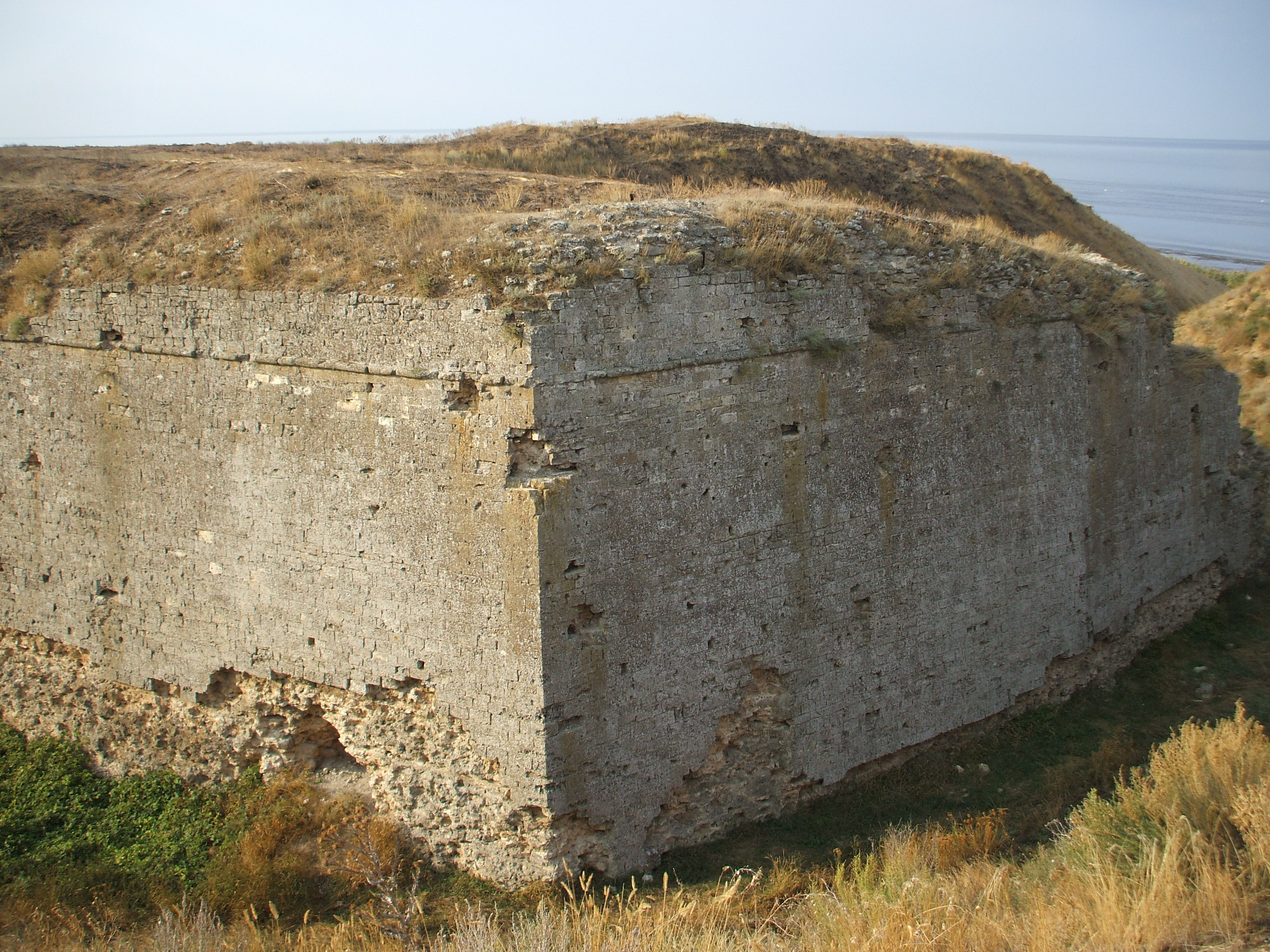
Ферх-Кермен — укрепление на западе Перекопского вала.

## История
В середине XV века на землях Тавриды (Корсуни) было образовано Крымское ханство. При хане Менгли I Герае в Крыму и на прилегающих территориях развернулось строительство новых и укрепление старых оборонительных сооружений. Эти масштабные работы затронули и забытый Перекопский вал. Здесь они проводились на протяжении всего существования Крымского ханства в XVIII веке. Результатом стало возведение крепости Ор-Капу (Перекоп) в 1509 году и линии укреплений длиной восемь километров от Каркинитского залива до Сиваша (по некоторым сведениям, позднее её продлили через Сиваш и полуостров Литовский). В работах принимали участие мастера покорённых турками Кафы и Мангупа, которых прислал султан Баязед.

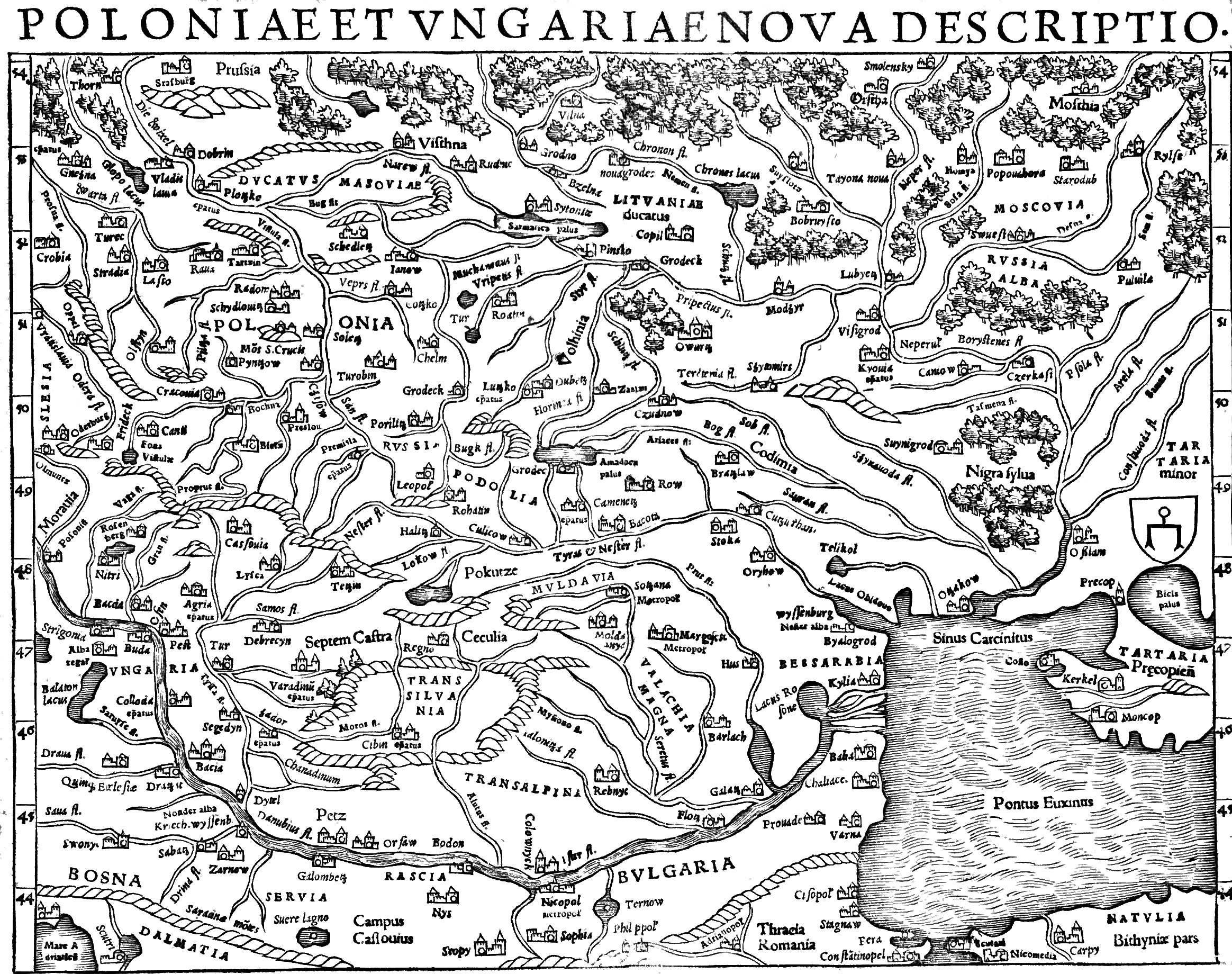
Перекоп (Перекопский замок) на рисунке Польша и Венгрия (Poloniae et Ungariae), из космографии Себастиана Мюнстера, 1554 года.

В 1500 и 1501 годах хан Большой Орды Ших-Ахмет дважды пытался вторгнуться в Крым через Перекопский перешеек, но не смог этого сделать. Неоднократно Перекоп брали запорожские казаки, в 1663 (походы на Перекоп (1663)), 1736 (осада Перекопа (1736)) и в 1738 годах Ор-Капу брали и оставляли русские войска и запорожские казаки, однако лишь в июле 1771 года они окончательно овладели крепостью, после чего она была разрушена.

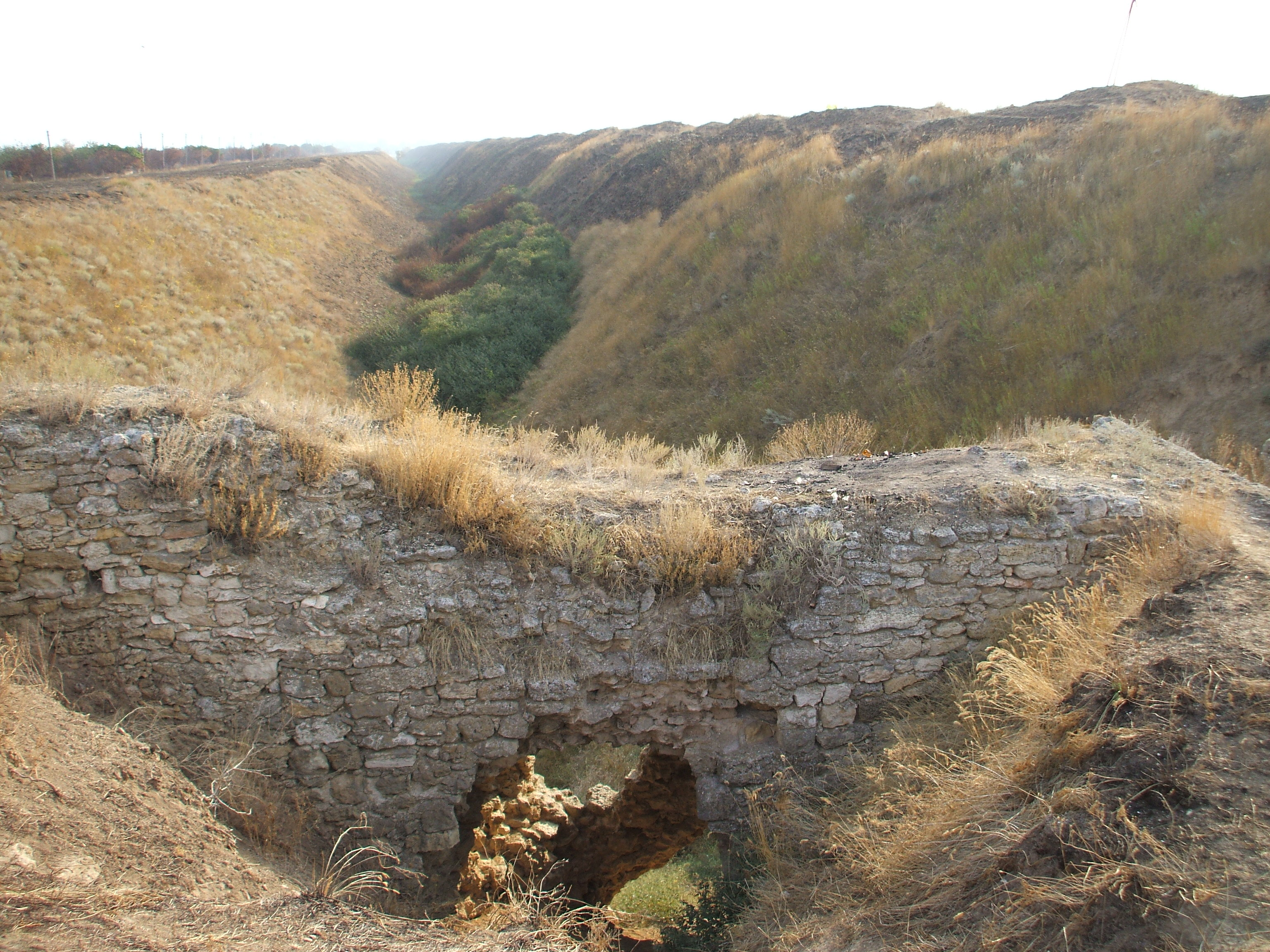
Остатки валов Перекопа.

## Описание крепости
Перекопская крепость, по сути, была лишь частью Перекопского вала — укрепления, которое протянулось от Перекопского залива до Сиваша. Длина вала составляла примерно 8 километров. Крепость имела пятиконечную форму с земляными стенами, обложенными крепкими камнями и четырёхугольными башнями. С северной стороны находились лишь ворота с подъёмным мостом, с южной (крымской) — несколько. Перекоп фактически состоял из Среднего города, Главного города и слободы (внутренняя цитадель, внешняя крепость и пригороды). В 1663 году запорожские казаки во главе с И. Сирко тоже захватывали в Перекопе «большой город» и «малый город».
Артиллерия насчитывала более 100 орудий. У крепости было предместье, окружённое рвом.

## Военное значение

Изображение крепости вошло в герб города Армянск.

Внутри у крепости Ор-Капу, кроме татарских солдат, постоянно находился турецкий гарнизон, состоявший из янычар. Во время боевых действий в этом районе крепость становилась резиденцией крымского хана, а из Кафы прибывал турецкий калга-султан. Перед походами на север здесь собирались и перераспределялись татарские войска. Комендант Ор-Капу — ор-бей, который должен был быть представителем рода Гиреев, занимал четвёртую ступень в иерархической лестнице Крымского ханства после калга-султана (наследника хана), нуреддин-султана (второго наследника) и султанов (принцев из рода Гиреев). И только после него располагались визир, глава духовенства, министры и беи.

## Торговое значение
Главными товарами тут были рабы и соль.  Большая часть из них далее переправлялась в Кафу — на один из крупнейших невольничьих рынков Европы. Также, буквально в нескольких километрах юго-западнее, с перекопских озёр в больших количествах добывалась соль — одна из лучших в Европе. За ней стекались многочисленные купеческие и чумацкие караваны.